# Василівська сільська рада (Новотроїцький район)
Васи́лівська сільська́ ра́да — адміністративно-територіальна одиниця та орган місцевого самоврядування в Новотроїцькому районі Херсонської області. Адміністративний центр — село Василівка.

## Загальні відомості
- Територія ради: 313,756 км²
- Населення ради: 936 осіб (станом на 2001 рік)

## Населені пункти
Сільській раді були підпорядковані населені пункти:
- с. Василівка
- с. Дружелюбівка

## Склад ради
Рада складалася з 14 депутатів та голови.
- Голова ради: Карвацький Юрій Михайлович
- Секретар ради: Сягровець Катерина Миколаївна

### Керівний склад попередніх скликань
| Прізвище, ім'я, по батькові | Основні відомості                                                                              | Дата обрання | Дата звільнення |
| --------------------------- | ---------------------------------------------------------------------------------------------- | ------------ | --------------- |
| Карвацький Юрій Михайлович  | Сільський голова, 1965 року народження, освіта середня спеціальна, член Партії Зелених України | 26.03.2006   | 31.10.2010      |
| Карвацький Юрій Михайлович  | Сільський голова, 1965 року народження, освіта середня спеціальна, член Партії регіонів        | 31.10.2010   |                 |

Примітка: таблиця складена за даними сайту Верховної Ради України

### Депутати
За результатами місцевих виборів 2010 року депутатами ради стали:

#### За суб'єктами висування
| Суб'єкт висування                                       | Кількість обраних депутатів | %    |
| ------------------------------------------------------- | --------------------------- | ---- |
| Партія регіонів                                         | 11                          | 78,6 |
| Партія «Справедливість»                                 | 1                           | 7,1  |
| Політична партія Всеукраїнське об'єднання «Батьківщина» | 1                           | 7,1  |
| Самовисування                                           | 1                           | 7,1  |

#### За округами
| № округу                                                | Прізвище, ім'я, по батькові    | Дата визнання обраним | Освіта  | Партійна приналежність                        | Відомості про обраного депутата                       |
| ------------------------------------------------------- | ------------------------------ | --------------------- | ------- | --------------------------------------------- | ----------------------------------------------------- |
| Партія регіонів                                         |                                |                       |         |                                               |                                                       |
| 1                                                       | Алексєєв Олександр Миколайович | 03.11.2010            | вища    | член Партії регіонів                          | Василівська загальноосвітня школа, вчитель            |
| 2                                                       | Курчевська Наталія Петрівна    | 03.11.2010            | середня | позапартійна                                  | тимчасово не працює                                   |
| 4                                                       | Лемешко Олександр Іванович     | 03.11.2010            | середня | член Партії регіонів                          | Василівська сільська рада, начальник опорного пункту  |
| 5                                                       | Сягровець Катерина Миколаївна  | 03.11.2010            | середня | член Партії регіонів                          | Василівська сільська рада, секретар                   |
| 6                                                       | Галюк Юрій Миколайович         | 03.11.2010            | середня | член Партії регіонів                          | тимчасово не працює                                   |
| 7                                                       | Єрмоленко Оксана Вікторівна    | 03.11.2010            | середня | член Партії регіонів                          | Василівський ясла — садок, помічник вихователя        |
| 8                                                       | Пінчук Ігор Анатолійович       | 03.11.2010            | середня | член Партії регіонів                          | Василівський фельдшерсько-акушерський пункт, фельдшер |
| 9                                                       | Ковалів Михайло Михайлович     | 03.11.2010            | середня | позапартійний                                 | ПОСП «Колос», водій                                   |
| 11                                                      | Стаднік Олег Васильович        | 03.11.2010            | вища    | позапартійний                                 | Василівська загальноосвітня школа, директор           |
| 13                                                      | Меліхова Євгенія Анатоліївна   | 03.11.2010            | середня | член Партії регіонів                          | тимчасово не працює                                   |
| 14                                                      | Дубина Світлана Володимирівна  | 03.11.2010            | середня | член Партії регіонів                          | ПОСП «Колос», різноробоча                             |
| Партія «Справедливість»                                 |                                |                       |         |                                               |                                                       |
| 10                                                      | Дереза Галина Вікторівна       | 31.10.2010            | вища    | член Партії «Справедливість»                  | Василівська загальноосвітня школа, вчитель            |
| Політична партія Всеукраїнське об'єднання «Батьківщина» |                                |                       |         |                                               |                                                       |
| 3                                                       | Беспалова Ольга Петрівна       | 03.11.2010            | середня | член Всеукраїнського об'єднання «Батьківщина» | Василівське поштове відділення, завідувачка           |
| Самовисування                                           |                                |                       |         |                                               |                                                       |
| 12                                                      | Троянова Наталя Валеріївна     | 03.11.2010            | середня | член Єдиного Центру                           | ПОСП «Колос», різноробоча                             |